# Buchnera reducta
Buchnera reducta là loài thực vật có hoa thuộc họ Cỏ chổi. Loài này được Hiern mô tả khoa học đầu tiên năm 1904.